# Walter Wilz
Walter Wilz (né le 20 octobre 1937 à Seligenstadt, mort en 1983 à Munich) est un acteur allemand.

## Biographie
Après avoir fréquenté une école d'art dramatique, Wilz joue dans des théâtres à Berlin (comme le Renaissance-Theater), à Munich, à Hambourg et à Francfort-sur-le-Main.
En 1958, le réalisateur Fritz Umgelter lui attribue un petit rôle dans le téléfilm Aussi loin que mes pas portent, son premier rôle devant une caméra. Quelques mois plus tard, Wilz fait également ses débuts dans le cinéma. Il tient jusqu'en 1966 régulièrement des rôles de figuration. Il incarne pour la plupart des hommes de son temps mauvais, solides et sans scrupules, parfois un peu arrogant et sans gêne. Il arrête sa carrière au début des années 1970.
En 1983, il se suicide dans une forêt de Munich.

## Filmographie
Cinéma
- 1959 : La Grenouille attaque Scotland Yard
- 1960 : Gitarren klingen leise durch die Nacht
- 1960 : Himmel, Amor und Zwirn
- 1960 : Den sidste vinter
- 1960 : Wegen Verführung Minderjähriger (de)
- 1960 : Fabrique d'officiers S.S. (de)
- 1961 : Le Dernier Passage
- 1961 : Nur der Wind
- 1961 : Immer wenn es Nacht wird (de)
- 1964 : Die Zeit der Schuldlosen (de)
- 1966 : Lange Beine – lange Finger
- 1966 : Tonnerre sur la frontière
- 1967 : Carmen Baby
- 1970 : Birdie

Télévision
- 1959 : Aussi loin que mes pas portent (de)
- 1959 : Die Räuber
- 1960 : ... und nach uns die Sintflut
- 1962 : Ein Monat voller Sonntage
- 1962 : Mr. Pim möchte nicht stören
- 1963 : In einer fremden Stadt
- 1963 : Die Jagd nach Helena
- 1963 : Haus der Schönheit
- 1964 : Katharina Knie - Ein Seiltänzerstück
- 1964 : Schaufensterpuppen
- 1965 : Das Leben meines Bruders
- 1966 : Intercontinental Express: Gepäckfach 454 (série)
- 1966 : Die fünfte Kolonne: Stahlschrank SG III (série)
- 1966 : Spielplatz
- 1967 : Dieser Mann und Deutschland
- 1967 : Mein Freund Harvey
- 1967 : Interpol: ... geborene Lipowski (série)
- 1967 : Orgel und Rakete
- 1967 : Landarzt Dr. Brock: Das Findelkind (série)
- 1968 : Schatzsucher unserer Tage (série, 13 épisodes)
- 1969 : Bitte recht freundlich, es wird geschossen (série)
- 1970 : Die Hand im Mund
- 1970 : Auftrag: Mord !
- 1971 : Kolibri
- 1971 : Die Halsbandaffäre
- 1974 : Die Fälle des Herrn Konstantin: Beate Schweitzer/Frau Hütte